# Johannes Galenus Willem Hendrik van Sytzama

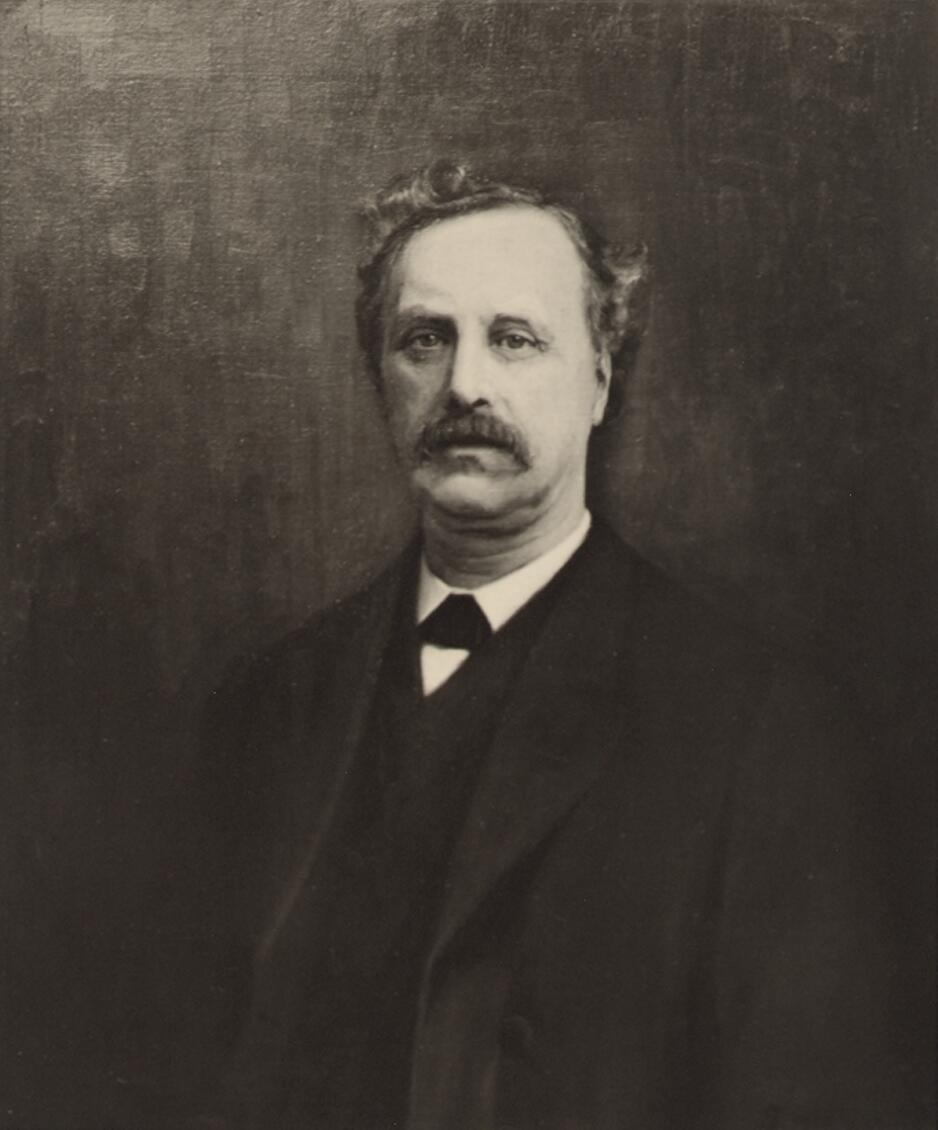
Johannes Galenus Willem Hendrik van Sytzama

Mr. Johannes Galenus Willem Hendrik baron van Sytzama (Friens, 26 oktober 1830 – Oldebroek, 28 augustus 1907) was een Nederlands burgemeester.

## Biografie
Van Sytzama, lid van de familie Van Sytzama, was de zoon van Maurits Pico Diederik van Sytzama (1789-1848) en Geertruid de Wendt (1793-1865). Hij werd geboren op Beslinga State. In 1853 trouwde hij met jkvr. Sjoerdtje Wierdina van Haersma de With (1824-1866) met wie hij zeven kinderen kreeg. Na het overlijden van zijn vrouw trouwde hij in 1867 met zijn schoonzus jkvr. Catharina van Haersma de With (1826-1885). Uit dit huwelijk werd een zoon geboren: Maurits Pico Diederik van Sytzama (1868-1939). 
J.G.W.H. van Sytzama was burgemeester van Tietjerksteradeel en rechter te Zutphen.